# صلاح الدين عادل
صلاح الدين عادل (19 يناير 1882؛ إسطنبول، الإمبراطورية العثمانية - 27 فبراير 1961؛ إسطنبول، تركيا)، هو جندي وسياسي تركي.

## حياته
ولد في 19 يناير 1882في اسطنبول . كان والده الأدميرال عادل باشا ، قائد حوض بناء السفن ، ووالدته سادبيرك هانم ، ابنة فان دفتردار ، عبد الكريم أفندي. في سبتمبر 1913 ، د. حسين إحسان باشا - متزوج من فاضل سيريت (1898/1900) ابنة خديجة هانم. هو والد أمينة سعودة (1914/1916) وبهيس سهى (1919) وأحمد سموح (1924/1926). 

### الحياة العسكرية
أصبح نقيب أركان عام 1902. 5 في دمشق عام 1905. ذهب إلى أوردو ، ثم إلى الجيش الثالث في سالونيك . تم تعيينه في الجيش. في عام 1906 ، عمل كمدرس مساعد في Mekteb-i Harbiye في اسطنبول . خدم في جيش العمل خلال انتفاضة 31 مارس . شغل منصب ملحق بوخارست بين 1910-1911. شارك في حربي طرابلس والبلقان . كان في جناق قلعة والجبهات الشرقية خلال الحرب العالمية الأولى.
في حرب الدردنة، قام بتولي منصب رئيس الأركان في منطقة الدردنة المحصنة قبل الحرب. خلال الحرب، قاد الفرقة الثانية عشرة في معركة كريثيا الثالثة. كما قاد معركة كريثيا الأولى. تحت أمر مصطفى كمال باشا، قائد مجموعة أنافارتالار، تولى قيادة الفرقة الثانية عشرة.
في عام 1920، تم تعيينه كقائد لجبهة أضنة لبناء الجيش الوطني ومنع انتشار الاستعمار الفرنسي في منطقة الاحتلال الفرنسي. في عام 1921، شارك في معركة صقاريا كقائد للمجموعة الثانية للجيش في الجبهة الغربية. نتيجة لنجاحه في هذه المعركة، تم ترقيته إلى رتبة ميرليفا وأصبح باشا. تم تعيينه بعد ذلك كوزير الدفاع ومدير عام لوزارة الدفاع الوطنية. كان أول من أبلغ أعضاء المجلس الوطني بمعركة الهجوم الكبير ومعركة قائد القوات المسلحة. بعد اتفاقية مودانيا، تم نقل السيطرة العسكرية على اسطنبول تدريجياً إلى الكتيبة 81 التي كانت تحت قيادته. تم تعيينه بوصفه قائد اسطنبول من قبل المجلس الوطني. تم تكريمه بوسام استقلال مع الشريط الأحمر بعد الحرب. في 23 سبتمبر 1923، اختار التقاعد برتبة ميرليفا بناءً على رغبته الشخصية.

### الحياة السياسية
البرلمان التاسع. انتخب نائبا عن أنقرة للفترة. شغل منصب رئيس لجنة الاقتصاد البرلمانية. استقال من منصبه النيابي في 7 يوليو 1953.

### حياة خاصة
صلاح الدين عادل باشا ، الذي فضل البقاء كبطل سري ، أصبح شخصًا متواضعًا لم يخبر أطفاله حتى عن نجاحاته. نشر نجله سموح عادل مذكراته عام 1983 تحت عنوان "كفاح الحياة". كما أصدر كتابه "رسائل من جناق قلعة" عام 2007.
توفي في صباح يوم الاثنين الموافق 27 فبراير 1961 في إسطنبول. دفن في مقبرة زنجيرلي قويو، بجوار والده أديل باشا.

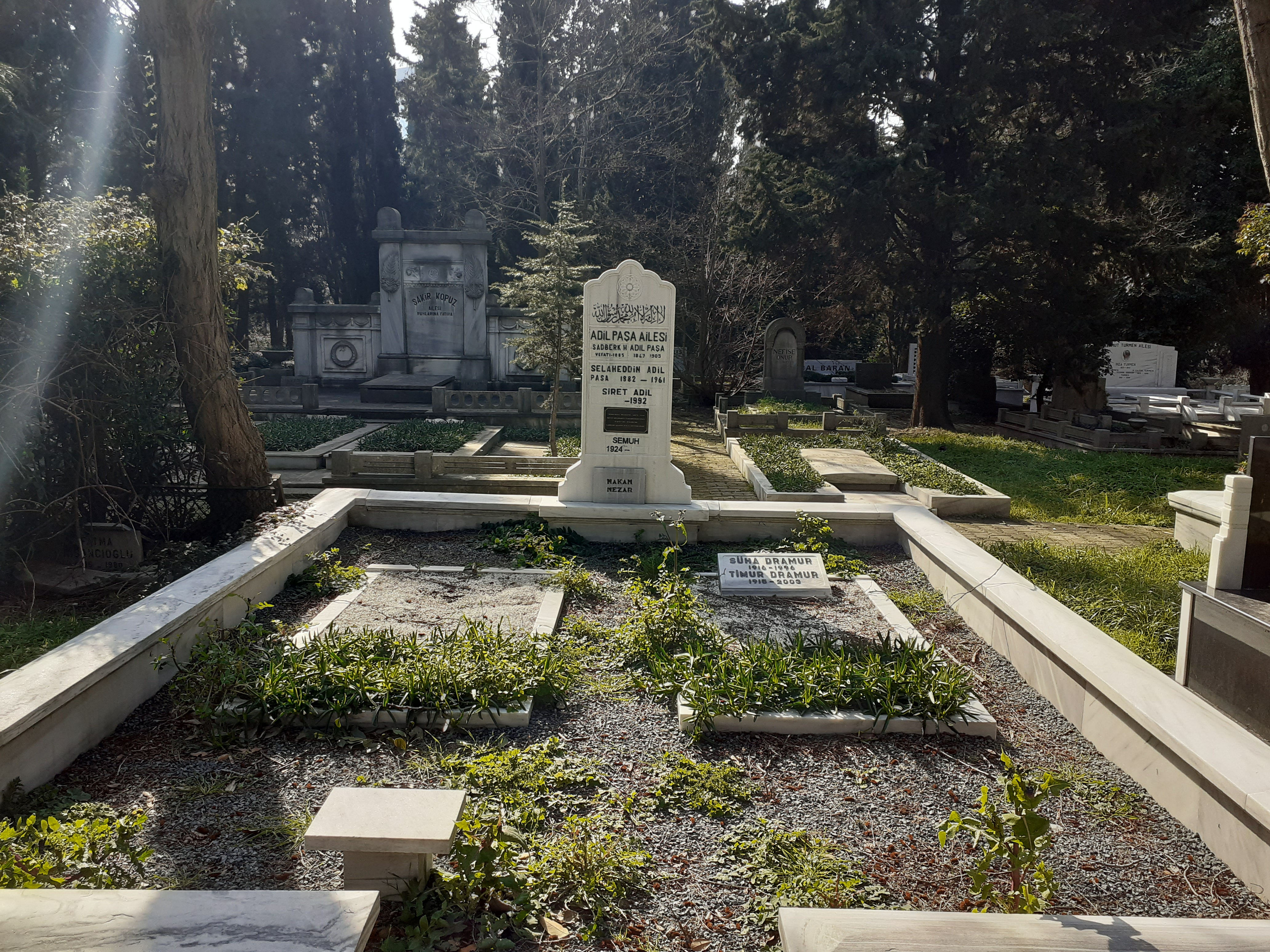
مقبرة زنجيرلي قويو

1. ↑  "Türk Parlamento tarihi : TBMM IX. Dönem 1950-54 VII. CİLT" (PDF). مؤرشف من الأصل (PDF) في 21 Temmuz 2022. {{استشهاد ويب}}: تحقق من التاريخ في: |تاريخ أرشيف= (مساعدة)